# Велико Търново
Вижте пояснителната страница за други значения на Търново.
Велѝко Тъ̀рново е град в Северна България, административен център на област Велико Търново и община Велико Търново. Градът е столица на Втората българска държава и на Княжество България в периода 1878 – 1879 г. През Средновековието носи името Търновград, като постепенно става известен с наименованието Търново. С указ от 27 юли 1965 година пред него е добавено „Велико“ в чест на славата на града по времето, когато е бил столица на Втората българска държава. Благодарение на богатото си културно-историческо наследство Велико Търново е важен туристически център.
Градът е 15-и по големина в България с население от 58 507 жители по данни от преброяването през септември 2021 г. Велико Търново е един от четирите града в България с положителен естествен прираст от 2006 до 2014 г. Агломерацията от градовете Велико Търново, Горна Оряховица, Долна Оряховица, Лясковец и селата Арбанаси, Първомайци, Самоводене, Шереметя е с население 99 278 души.
Разположен между Дунавската равнина и Стара планина, върху първите възвишения на Предбалкана, Велико Търново е основен административен, индустриален и образователен център на региона. Тук се намират Националният военен университет „Васил Левски“ – факултет „Общовойскови“, ВТУ „Св. св. Кирил и Методий“, катедралата Рождество Богородично, крепостите Царевец и Трапезица, множество музеи и културни забележителности: общо 1613 обекта от историческото наследство на България. Във Велико Търново се намират и няколко промишлени зони, които са от значение за икономиката на града.
През 1879 г. в града се провежда Учредителното събрание, поставящо началото на Третата българска държава. Пазител на града е св. Патриарх Евтимий, чийто паметник се издига над сградата на Великотърновския университет. Велико Търново е град кандидат за Европейска столица на културата 2019. Връх на антарктическия остров Ливингстън е наименуван Търново в чест на старата столица на Република България.
С решение на 44-тото Народно събрание, от 16 април 2019 г. гр. Велико Търново е обявен за Историческа и духовна столица на България.

## Произход на името
Най-разпространената теория за произход на първоначалното име Търновград е славянската – от старобългарското тръневъ, тръновъ, тоест „трънлив, трънен“, и градъ – „оградено място, крепост, твърдина“, откъдето след това се развиват по-късните форми на името на града. Според други учени името на града идва  Тринавис, означаващо Три кораба (хълмовете, на които е разположен: Царевец, Трапезица и Момина крепост).[източник? (Поискан преди 32 дни)]

## Символи
Химнът на града е Шишмановата песен, посветена на последния български цар от Второто българско царство. Гербът на Търново изобразява фигура с три лъва. За знамето на града е използван лилав цвят, защото при разкопките в църквата „Св. Четиридесет мъченици“ са открити дрехи на владетели в лилав цвят. Съществуват още ключ и огърлица на Велико Търново. Първият известен герб на града е от 1921 г. и е дело на Димитър Багрилов.

## География

### Местоположение
Градът е разположен по поречието на река Янтра. В него се пресичат главни пътища, свързващи Източна със Западна България (Варна – 222 km, София – 219 km, Пловдив – 226 km, Бургас – 216 km) и Централна Европа с Мала Азия (Русе – 107 km, Капитан Андреево – 217 km). През Велико Търново минава европейски транспортен коридор № 9. В съседния град Горна Оряховица (9 km) се намира Летище Горна Оряховица и най-голямата железопътна гара в Северна България.
Заедно с околните населени места (Горна Оряховица, Лясковец и др.) градът образува агломерация с население 128 867 души. На изток и североизток градът граничи с Арбанашкото бърдо, на север – с местността Картала, на запад – с местността Козлуджа, и на юг – с местността Дълга лъка.
Градът е разположен на площ от 20,4 km², а неговото землище на площ от 30,379 km².

### Релеф
Релефът на община Велико Търново е разнообразен – равнинно-хълмист и планински.
Велико Търново е разположен на 208 m средна надморска височина по склоновете на красивите проломи и меандри на р. Янтра. Градът е естествено защитен от реката и скалните венци, които го ограждат.
Хълмовете, върху които е разположен град Велико Търново, имат варовиков състав с прослойка от пясък, глина и сив мергел, натрупани като утайка от кредното море, което преди милиони години е заливало тези земи. Скалният венец около града е обявен за национален дендрариум „Втора българска държава“ през 1981 година.

### Геология
Велико Търново се намира между геологичните единици Мизийска платформа (Искъско-Янтренско стъпало) и Алпийски ороген. На територията на града се намират отложения от: Лясковска свита, Еменска варовита свита, Шемшевска свита и Горнооряховска свита.

### Пещери
Около Велико Търново съществуват около 50 пещери и скални ниши. Формирани са във варовици от периодите юра и креда. Разположени са предимно около Арбанашкото бърдо и скалния венец в пролома Дервент.

### Води
Най-голямата водна артерия в региона е река Янтра с притоците си Росица, Стара река, Джулюнска, Голяма река, Веселина, Видима, Белица, Дряновска, Негованка и др. Водосборният басейн на реката е 7862 km². Притокът на река Белица навлиза на 1 km в града.
Основен питеен източник е хидровъзел „Йовковци“, снабдяващ с питейна вода повече от 25 населени места. На територията на общината има 18 микроязовира. Характерни за региона са карстовите изворни пещери. Подземните минерални води се използват за пиене и балнеолечение. Термоминерални води има при село Вонеща вода.

### Почви
Почвеното разнообразие е голямо, като на север преобладават различните видове черноземи, а на юг – сивите горски почви. Черноземите са почви с високо и ефективно плодородие. Върху черноземите се отглеждат житни и фуражни култури, зърнени култури, зеленчуци. Сивите горски почви притежават по-малко хумус от черноземите и канелените горски почви, затова е необходимо да бъдат наторявани с органични и фосфорни торове. Регулярното напояване повишава плодородието им. Разпространени са също и рендзините – хумусно-карбонатни почви. Предпоставка за образуването им е наличието на карбонатни почвообразуващи скали. Те са богати на хумус, сухи и силно дренирани почви.

### Хълмове
Велико Търново е разположен върху няколко хълма. Хълмовете Царевец, Трапезица и Момина крепост са били основни центрове на царе и боляри по време на Втората българска държава. В близост до Момина крепост (Къз хисар), се намират и хълмовете Кортеш и Дълбоки трап. Хълмът Света гора е бил духовен и книжовен център, на част от него днес е сградата на ректората на Великотърновския университет.
Хълмът Гарга баир се намира северно от Трапезица.
На хълма Картал баир са разположени историческият квартал Варуша и кварталите Акация и Картала, най-високата точка е с надморска височина 241 m.
Хълмът Трошана се намира южно от Света гора и западно от язовир Мотела, на него се изгражда Велико Търново хилс.

### Местности
Край града има местности, които пазят своите имена дълги години. Сини вир се намира на запад от квартал Чолаковци в долината на река Янтра извън града. Местността Дервент е в пролома на река Янтра, в близост до Преображенския манастир. Хълмовете Големия дувар, Дебелския баир и Малкия дувар в посока Дебелец. Други местности във Велико Търново Саламатя, Канлъкая, Ялията, Куронежа, Гюнлюка и Козлуджа – на запад от града, местност Зелени дол, Чуй петел, Дервеня, Джерабника – на север от връх Картал, на изток – Разсадника, Гутерова поляна.

### Екология
В началото на XX век част от околните хълмове са били обезлесени. За сметка на това, през 60-те години на XX век, започва залесяване на места, които никога не са били с усилена растителност. Река Янтра е била сериозно замърсявана в периода 1980 – 1999. Част от обитателите на реката са се завърнали, въпреки частичните замърсявания. Нивото на прахови частици през 2013-а е 2,5 PM.
Защитени местности в града са „Девент“, „Сини вир“, части от „Орловец“ и „Арбанашки възвишения“. Около града е имало няколко нелегални микросметища, но са заличени. През 2018 година е построен завод за преработване на отпадъци край близкото село Шереметя.

## Климат
Климатът е умереноконтинентален – с горещо лято (средна юлска температура 21,8 °C и абсолютен максимум 41,1 °C) и студена зима (средна януарска температура -0,6 °C и абсолютен минимум -28,1 °C). Средногодишната температура е 11,5 °C. Относителната влажност на въздуха годишно е в границите 50 – 70%.
Средногодишните валежи са 680 mm, с летен максимум и зимен минимум.

### Ветрове
Поради географското положение на Велико Търново преобладават западните, северозападните и североизточните ветрове, ориентирани главно по речните долини. В града преобладават ветровете от северозапад и югозапад. Ветровете са предимно със скорост от 12 – 15 m/s.
| Климатични данни за Велико Търново (НИМХ−БАН) 1981−2010 норми, рекорди от 1941 г. до 1971 г. | Климатични данни за Велико Търново (НИМХ−БАН) 1981−2010 норми, рекорди от 1941 г. до 1971 г. | Климатични данни за Велико Търново (НИМХ−БАН) 1981−2010 норми, рекорди от 1941 г. до 1971 г. | Климатични данни за Велико Търново (НИМХ−БАН) 1981−2010 норми, рекорди от 1941 г. до 1971 г. | Климатични данни за Велико Търново (НИМХ−БАН) 1981−2010 норми, рекорди от 1941 г. до 1971 г. | Климатични данни за Велико Търново (НИМХ−БАН) 1981−2010 норми, рекорди от 1941 г. до 1971 г. | Климатични данни за Велико Търново (НИМХ−БАН) 1981−2010 норми, рекорди от 1941 г. до 1971 г. | Климатични данни за Велико Търново (НИМХ−БАН) 1981−2010 норми, рекорди от 1941 г. до 1971 г. | Климатични данни за Велико Търново (НИМХ−БАН) 1981−2010 норми, рекорди от 1941 г. до 1971 г. | Климатични данни за Велико Търново (НИМХ−БАН) 1981−2010 норми, рекорди от 1941 г. до 1971 г. | Климатични данни за Велико Търново (НИМХ−БАН) 1981−2010 норми, рекорди от 1941 г. до 1971 г. | Климатични данни за Велико Търново (НИМХ−БАН) 1981−2010 норми, рекорди от 1941 г. до 1971 г. | Климатични данни за Велико Търново (НИМХ−БАН) 1981−2010 норми, рекорди от 1941 г. до 1971 г. | Климатични данни за Велико Търново (НИМХ−БАН) 1981−2010 норми, рекорди от 1941 г. до 1971 г. |
| Месеци                                                                                       | яну.                                                                                         | фев.                                                                                         | март                                                                                         | апр.                                                                                         | май                                                                                          | юни                                                                                          | юли                                                                                          | авг.                                                                                         | сеп.                                                                                         | окт.                                                                                         | ное.                                                                                         | дек.                                                                                         | Годишно                                                                                      |
| Абсолютни максимални температури (°C)                                                        | 14                                                                                           | 17                                                                                           | 22                                                                                           | 31                                                                                           | 34                                                                                           | 38                                                                                           | 41                                                                                           | 42                                                                                           | 38,3                                                                                         | 32,9                                                                                         | 23,1                                                                                         | 22                                                                                           | 42,0                                                                                         |
| Средни максимални температури (°C)                                                           | 4,1                                                                                          | 5,6                                                                                          | 11,2                                                                                         | 17,2                                                                                         | 22,1                                                                                         | 25,7                                                                                         | 28,1                                                                                         | 28,9                                                                                         | 23                                                                                           | 18,1                                                                                         | 10,6                                                                                         | 4,5                                                                                          | 15,9                                                                                         |
| Средни температури (°C)                                                                      | 0,5                                                                                          | 1,1                                                                                          | 5,4                                                                                          | 10,6                                                                                         | 15,4                                                                                         | 18,9                                                                                         | 21,2                                                                                         | 21                                                                                           | 16,5                                                                                         | 11,3                                                                                         | 5,1                                                                                          | 0,7                                                                                          | 11,6                                                                                         |
| Средни минимални температури (°C)                                                            | −3,9                                                                                         | −2,9                                                                                         | 0,8                                                                                          | 5,4                                                                                          | 9,8                                                                                          | 13,2                                                                                         | 15,1                                                                                         | 14,9                                                                                         | 11                                                                                           | 6,6                                                                                          | 1,4                                                                                          | −2,4                                                                                         | 6,8                                                                                          |
| Абсолютни минимални температури (°C)                                                         | −24                                                                                          | −19                                                                                          | −4                                                                                           | −2                                                                                           | −1                                                                                           | 1,6                                                                                          | 2                                                                                            | 3,5                                                                                          | 1                                                                                            | −4                                                                                           | −11,3                                                                                        | −21,1                                                                                        | −24                                                                                          |
| Средни месечни валежи (mm)                                                                   | 49                                                                                           | 49                                                                                           | 62                                                                                           | 68                                                                                           | 70                                                                                           | 53                                                                                           | 40                                                                                           | 33                                                                                           | 53                                                                                           | 48                                                                                           | 49                                                                                           | 61                                                                                           | 593,3                                                                                        |
| -------------------------------------------------------------------------------------------- | -------------------------------------------------------------------------------------------- | -------------------------------------------------------------------------------------------- | -------------------------------------------------------------------------------------------- | -------------------------------------------------------------------------------------------- | -------------------------------------------------------------------------------------------- | -------------------------------------------------------------------------------------------- | -------------------------------------------------------------------------------------------- | -------------------------------------------------------------------------------------------- | -------------------------------------------------------------------------------------------- | -------------------------------------------------------------------------------------------- | -------------------------------------------------------------------------------------------- | -------------------------------------------------------------------------------------------- | -------------------------------------------------------------------------------------------- |
| Източник: ; (рекорди)                                                                        |                                                                                              |                                                                                              |                                                                                              |                                                                                              |                                                                                              |                                                                                              |                                                                                              |                                                                                              |                                                                                              |                                                                                              |                                                                                              |                                                                                              |                                                                                              |

### Природни бедствия
През Средновековието и Възраждането са известни няколко пожара, които взимат човешки животи и унищожават десетки сгради.
Земетресението от 1913 година взема над 100 жертви и разрушава 2/3-ти от сградния фонд на града.
И до днес се помнят чудовищните наводнения от 1897-а и 1907 години. Тези бедствия взимат десетки жертви и разрушават десетки къщи и Турския мост. През 2005 година, след три дена обилни валежи, нивото на река Янтра се вдига с осем метра и залива над 20 къщи.

## Флора и фауна

### Флора
В района на Велико Търново преобладават широколистните гори (88%) – бук, габър, дъб, череша, топола, липа и др. От иглолистните дървета има ела, шотландски бор и други. В близост до река Янтра и край изворите и блатата виреят зелени водорасли, кремъчни водорасли и други. Срещат се над 25 вида гъби: манатарка, печурка, пачи крак и други.

### Фауна
Територията на района има разнообразие на животински видове – 350 вида птици и 35 вида животни. Най-разпространените бозайници са: заек, сърна, елен, лалугер, таралеж. От птиците най-често срещани са: врана, лястовица, щъркел, кукувица, бухал, фазан, сокол. Има над 180 вида насекоми: мравки, скакалци, бръмбари, пчели, оси, гъсеници, паяци и др. Има също и влечуги: костенурки, смокове, гущери, змии и др. От водните представители се срещат: сом, щука, бяла мряна, жаби, костур и други.

## История

### Праистория и античност
Велико Търново има повече от 6000-летна история, като първите свидетелства за живот са от 4000 г. пр. Хр. Следи от първите обитатели около днешния град могат да бъдат открити по поречието на река Янтра. Следи от тракийскиската култура са останките от тракийски селища в местността Качица, Асенова махала и пролома Дервент. Според археолози, на хълмовете Царевец и Трапезица е съществувало силно укрепено селище, населявано от тракийските племена – кробизи и уздицензи. Открити са останки от полувкопани жилищни землянки, много фрагменти от глинени съдове, оръдия на труда, оръжия, битови предмети и накити, както и фрагменти от амфори от остров Родос, чернофирнисова керамика от IV-ІІІ в.пр. Хр.

### Ранновизантийски период (IV – VI в.)
На хълма Царевец е съществувало укрепено римско селище. Години по-късно на хълма е съществувало важно укрепено византийско селище. На трите хълма, Царевец, Момина крепост и Трапезица, са открити части от отбранителни кули, две порти, средновековни базилики и жилищни сгради. При разкопки от средата на 70-те години на XX век, са намерени монети от времето на императорите Анастасий (491 – 518 г.) и Юстиниан (527 – 565 г.). От този период са известни останките на седем раннохристиянски църкви, една от които е трикорабна базилика, смятана за епископска катедрала. Край града са съществували Янина крепост и крепост Канлъкая.

### Раннобългарски период (VII – XI в.)
Към втората половина на VI в. при нашествията на славяни и прабългари, византийският град на това място бива разрушен и върху развалините е създаден раннохристиянски град от славяни и прабългари. За това може да се съди от намерените при археологически разкопки жилища, битови предмети, оръдия на труда и глинени съдове от типа прабългарска керамика. Вероятно градът е бил една от резиденциите на българските владетели, имайки предвид прабългарското и славянското население в региона. Градът е нападан от печенези, узи и кумани. По време на този период в града е имало голям български гарнизон.

### Византийско владичество (XI – XII в.)
Градът остава важна крепост и по време на Византийското робство. Вероятно част от сградите от Първото българско царство – църкви и сгради на военния гарнизон са били разрушени. Сведенията за избухналото през 1185 година въстание предполагат, че в града е имало значително присъствие на боляри, висши духовници и занаятчии.

### Столичен период (XII – XIV в.)
Данъчната политика спрямо българските земи е посрещната с негодувание от българите. Съществуват легенди, че около църквата „Свети Димитър Солунски“ са живеели боляри, свързани с българската аристокрация от края на Първото бъларско царство. На 26 октомври 1185 г. братята Иван-Асен и Петър в църквата „Св. Димитър“ слагат края на византийското господство, продължило 167 години, и провъзгласяват Търново за столица на новото българско царство.
Средновековният град се разраства бързо и се развива като най-непревземаемата българска крепост през 12 – 14 век. Превръща се в най-значимия политически, икономически, културен и религиозен център на България. Като столица, по време на Второто българско царство (1187 – 1393), той е разположен на 4 хълма: Царевец, Трапезица, Света гора и Девинград (Момина крепост). Според съвременници през Средновековието Търново е бил новият Йерусалим, Рим и Константинопол, и то взети заедно. В града се свиква Църковен събор и се създава автокефалната Търновска архиепископия, начело с архиепископ Василий.
На мястото на днешната гара „Трапезица“ е съществувал еврейски квартал. Търново се е славел като българския Ерусалим. В Търновград са се съхранявали мощите на тринадесет светци. На хълма Трапезица са се пазели мощите на свети Иван Рилски, свети Михаил Воин, свети Иларион Мъгленски, свети Йоан Поливодски и на света Филотея.
В българската светска и църковна книжнина от XII – XIV в. се срещат различни хвалебствия и названия на града: Царевград Търнов, Великият град Търново, Големият град Търново, Богоспасителният град Търново.
Хълмът Царевец е заобиколен от три страни от река Янтра. По време на Втората българска държава е обитаван от царския двор, болярите и патриарха. Опасан е от крепостна стена, построена върху естествени отвесни скали. Крепостта имала три входа. Главният вход почвал с подвижен мост над пресечената скала и имал три последователни врати, вторият (Малката порта) свързвал Царевец с Асенова махала, а третият – с Момина крепост (Френкхисар). В средата на Царевец се издигал дворецът, който се състоял от тържествена зала, църквата „Св. Петка“, жилищни и стопански сгради, водохранилища и помещения за стражата. Защитен бил с яки каменни стени и бойни кули.
На най-високата част на Царевец се намирала патриаршеската църква „Възнесение Христово“ с четвъртита звънарна до нея и резиденция на патриарха. Откриването на голям брой основи на жилищни и други сгради по целия терен на хълма както в двореца, така и покрай крепостните стени, дава основание да се направи изводът, че Царевец не е бил тясно затворена крепост, а истински средновековен град, гъсто застроен с жилищни и други сгради. Населението на града е било 18 000 – 20 000 души. Търновград създава връзки с градовете Генуа, Брашов, Неапол, Лондон, Париж, Виена, Манчестър и други. В Търновград са се развивали над 50 занаята, като златарство, дърводелство, грънчарство и други.
Край града се появяват крепости, които да пазят търговските пътища и набези. Тези крепости са били Раховец – на 8 км северно от столичния град, крепостта в местността „Камъка“ и тази в местността дълга лъка. През 60-те и 70-те години на XIII век Търново преживява няколко атаки и обсади на татарски племена.
Има легенда, че в местността Трошана през Средновековието започнала да се изгражда новата част на Търновград. Един от търновските царе дарил тази местност на болярина Трошан. Боляринът построил голям и красив чифлик на това стратегическо място. Бил е построен и осветен манастир „Свети Марко“, посветен на митрополит Марко Преславски, който пренесъл мощите на св. Петка от Епиват в Търново.
- Търновска школа

Търновската книжовна школа е българска книжовна школа от втората половина на 14-и и 15-и век с изключително важни приноси за средновековната литературата. Тя е част от търновската художествена школа, която характеризира културата на Второто българско царство. Посредством Евтимиевата правописна реформа и книжовна школа с представители Григорий Цамблак и Константин Костенечки се оказва влияние върху руската, сръбската, влашката и молдовската средновековна култура. Това влияние е известно и като второто южнославянско влияние върху тези народи.

### Под османска власт
През 1598 г. избухва голямото Първо търновско въстание и за цар е коронясан Шишман III. Само след няколко месеца въстанието е потушено, а много от водачите му загиват или намират спасение на север от Дунав. През 1686 г. градът става център и на Второто Търновско въстание, начело с Ростислав Стратимирович, но и това въстание бързо е потушено.

### Възраждане
Италианецът Дойно Викенти построява в Търново копринена фабрика през 1861 г. До 1860 г. в града са се намирали руското, австрийското и френското консулства. До Освобождението в Търново е имало около 72 хана. Най-популярните ханове са били: Ханът на Бяла Бона, Търновският хан, Абаджийският хан. Много от хановете се били и с пристроени към тях дюкяни и гостилници. Администрантивно градът е бил разделен на следните райони: Болярската махала, Ич махала, махала „Света Троица“, махала „Свети Константин“, Патрик махала (около църквата „Св. св. Константин и Елена“, където живеели и гърци) и Горна махала или Варош, в града се е влизало от три порти: Дервенската, Горната и Долната. Любен Каравелов открива първата търновска печатница през 1877 година.

### След Освобождението
След Освобождението и подписания Берлински договор в Търново се свиква Учредителното събрание на 10 февруари 1879 г. от руския комисар в България княз Александър Дондуков-Корсаков, на което се приема действалата до 1947 г. Търновска конституция. Тук се провежда от 17 април до 26 юни 1879 г. и първото Велико народно събрание, което избира за княз Александър Батенберг, както и няколко обикновени народни събрания.
В Търново са проведени 4 от седемте Велики народни събрания: I – 1879, 
III – 1886/1887, IV – 1893 и V – 1911 г. Тук е открито през 1990 г. и VII велико народно събрание, което после заседава в София.
На 22 септември 1908 г. в Търново княз Фердинанд тържествено обявява независимостта на България и приема титлата „цар“. В Манифеста за обявяването на Незавимостта на Царство България се употребява името Велико Търново.
През първото десетилетие на XX век, градът е електрифициран и край Янтра се построява микроелектроцентрала.
28 души от Търново са доброволци в Македоно-одринското опълчение.
До Освобождението на България от османско владичество градът се е простирал в областите между хълмовете Царевец, Трапезица, Момина крепост, Орловец и Света гора. След като населението става около 5000 души, постепенно се образуват нови жилищни зони и вилни зони. Това са жилищният квартал от южната страна на хълма Орловец (на запад от града) и вилните зони, образувани около града. След Освобождението множество постройки от владетелите са били разрушени. Поради историческата си важност и стратегическото си положение в града е имало силно османско присъствие. На хълма Царевец са разрушени около 30 османски къщи. Започва значително преустройство на града. 1901 е важна година в историята на старата столица, поради построяването на първата железопътна линия през града.
През 1904 г. известен американски пътешественик от американското списание „National Geographic“ посещава живописния град и публикува пътепис за него. Две години по-късно търновец закупува първия автомобил с марка „Ford“. През 1920-те години започва електрифицирането на Търново.
В Търново функционира Народен университет в периода 1929 – 1948 година.
В града съществуват няколко градски пазара. Оформят се кварталите Варуша-север и Варуша-юг. Построени са няколко микроелектроцентрали за производство на електроенергия. Край Търново са съществували три градски порти, които са били главните входове към старата столица. Възраждането на българския дух и новото лице на града са основните приоритети на хората след Освобождението. Възстановяват се редица общински сгради и православни храмове. В квартал „Света гора“ се е намирала една от първите болници в града. До началото на новия век тя се е помещавала в няколко ярко боядисани бели къщи, в центъра на квартала. В подножието на река Янтра през лятото е имало плажна алея, а през зимата, когато реката напълно е замръзвала, са се провеждали зимни забавления. През 1939 година в Търново е създадена първата градска автобусна линия. Обслужвана е от 16-местната кола „Ханза Лойд“, като началната спирка е гара Трапезица, минава през кварталите Асенов и Варуша, новоизграждащата се част на града, Марно поле и крайната спирка е в местността Качица.

#### Велико Търново по време на социализма
Поради близостта на града до други по-малки градове, важното му транспортно значение и добрите традиции от занаятите, Велико Търново става областен център и развит индустриален град. След одържавяването на повечето предприятия в промишлената зона в старата част се изготвя план за разширение на града. През 1960-те години градът изключително бързо се разраства поради урбанизацията. Под града се построяват два тунела по главния път Русе – Стара Загора през 1969 година. Жилищният проблем става сериозен. Започва застрояването на квартал Широк център с монолитни постройки. Много от търновските семейства прибират при себе си наематели от други по-малки населени места. Музикалният фестивал Мелодия на годината се провежда в Драматичния театър „Константин Кисимов“ от 1968 до 1995 г. В края на 60-те и началото на 70-те години на 20 век са завършени жилищни кооперации в кварталите „Акация“ и „Картала“. В квартал Асенов от 1968 до 1971 се провеждат разкопки. 
В средата на 1970-те се прави проект и се построяват жилищните квартали „Бузлуджа“ и „Зона Б“ от панелни блокове. Официално през 1974 г. започва строежът на Картала. В града се открива телевизионно студио през 1976 година.
Квартал „Кольо Фичето“ (наричан още „Триъгълника“) е проектиран също в края на 1970-те години, след рязкото покачване на населението на града. Застрояването започва през 1972 г., като жилищният комплекс включва монолитни блокове, дворец на културата и спорта, училище, парк и няколко детски градини. Близкото село Чолаковци става квартал на града и през 1970-те също се изграждат панелни блокове. В местността Дълга лъка през 1960 г. започват да се изграждат предприятия за храни и напитки, радио- и телевизионни приемници, хлебозавод, тролейбусно депо (1980-те), Винпром, предприятие за ламиниран паркет и други. Освен южната промишлена зона (местността Дълга лъка) на запад от града се създават редица предприятия за електротелфери, запаметяващи устройства, печатница, предприятие за електротехнически материали, дърводелски цехови и други (Западна промишлена зона). Между новосъздадените квартали в града се построява и нова инфраструктура. Изграждат се вилни зони и паркове в новите квартали. Допълнително се облагородяват паркове като „Дружба“ и „Марно поле“. Също така се подобряват и местата за отдих на хълма „Света гора“. Край града се изгражда къмпинг „Болярски стон“ около местността „Качица“. През 1985 г. тържествено е открит аудиовизуалният спектакъл „Звук и светлина“. В местността „Боруна“, до Стамболовия мост, се построява паметникът на Асеневци. До края на 1980-те години сградният фонд е увеличен приблизително три пъти.

#### Велико Търново след 1989 г.
Политическите промени в страната оказват влияние и във Велико Търново. Десни, центристки и леви политически сили са в основата на общинската власт през 1990-те години. В града отново се чувстват ценностите на християнското семейство и българската култура и дух. През 1991 г. в транспортната система е включен и нов вид транспорт – тролейбусният (несъществуващ към 2019 година, контактната мрежа е свалена). Една от най-мрачните страници в историята на града е събарянето на сградата на училище „Петър Дабков“ (в центъра на града), за да бъде построена банка. През следващите години се откриват няколко нови предприятия в областта на хранителното производство. В края на деветдесетте и началото на XXI век е завършен южният пътен възел, който е един от най-големите в страната и със също толкова интересна история. Построяват се нови хотелски комплекси и търговски обекти. В града е открит филиал на Висше училище по агробизнес и развитие на регионите. Велико Търново става домакин на фестивали, свързани с българската народна музика. След 2000 г. започва реставрацията на църквата „Св. Четиридесет мъченици“. След 2007 г. започва реставрацията на редица исторически обекти в старата част на града и историческия хълм Трапезица. През 2013 г. се изготвя план за създаване на нов градски център в района на „Старото военно училище“ – към момента обектът е частично започнат.
Велико Търново е обявен за „Най-красиво място на света“ от италианския вестник La Repubblica през 2016 г. Клаудио Нарди през 2018 година печели Международния архитектурен конкурс „Ново сърце за стария град“ за нов градски център на града.

## Население

### Численост на населението
Численост на населението според преброяванията през годините:
По времето на столичния период, градът е бил с население от приблизително 25000 души. След завладяването от османците, населението намалява двойно. Петър Бакшев съобщава, че градът през 1640 година е с население от 10000 души. Константин Фотинов дава информация за населението на града през 1843 година в „Общое землеописание“ – 26 000 души.
Велико Търново е един от четирите града в България с положителен естествен прираст през някакъв период от време след 1985 г. Населението му се е увеличило с 4,3 % между 2006 и 2014 г., а през 2015 г. отново е намаляло. В града към 7 септември 2021 г. живеят 58 507 жители според данни от последното преброяване на НСИ.
| Година | 1887                         | 1910  | 1934  | 1946  | 1956  | 1965  | 1975  | 1985  | 1992  | 2001  | 2005  | 2009  | 2011  | 2013  | 2016  | 2017  | 2018  | 2019  |
| Население | 5700                         | 12469 | 13963 | 16223 | 24648 | 37337 | 56522 | 69605 | 67540 | 66897 | 66145 | 67099 | 68735 | 68984 | 68478 | 68780 | 68859 | 68828 |
| | Най-голям брой 69 605 в 1985 |       |       |       |       |       |       |       |       |       |       |       |       |       |       |       |       |       |
| Източници: Национален статистически институт, „citypopulation.de“, „pop-stat.mashke.org“, Географски институт при БАН |                              |       |       |       |       |       |       |       |       |       |       |       |       |       |       |       |       |       |

Според данни от ГРАО към 15 септември 2015 г. във Велико Търново живеят 68 686 души по настоящ адрес.

### Етнически състав
Според данните от преброяването от 2011 г. физическите лица, обявили своята етническа идентичност, са разпределени по следния начин:
| Етноси в град Велико Търново (2011) | Етноси в град Велико Търново (2011) | Етноси в град Велико Търново (2011) | Етноси в град Велико Търново (2011) | Етноси в град Велико Търново (2011) |
| ----------------------------------- | ----------------------------------- | ----------------------------------- | ----------------------------------- | ----------------------------------- |
| Етническа група                     |                                     |                                     | процент                             |                                     |
| българи                             | българи                             |                                     | 85.0%                               | 85.0%                               |
| турци                               | турци                               |                                     | 3.5%                                | 3.5%                                |
| цигани                              | цигани                              |                                     | 0.5%                                | 0.5%                                |
| други                               | други                               |                                     | 0.4%                                | 0.4%                                |
| недекларирани                       | недекларирани                       |                                     | 7.0%                                | 7.0%                                |
| общо                                | общо                                |                                     | 100.0%                              | 100.0%                              |

- Българи: 59 649 (95,5%)
- Турци: 2225 (3,6%)
- Цигани: 320 (0,5%)
- Други: 1132 (0,4%)
- Гърци: 31
- Арменци: 32
- Руснаци: 320
- Румънци: 100
- Неопределени: 618 (0,3%)

- Недекларирани: 6330 (9,2%)

Общо: 68 883

### Характеристика на населението
В община Велико Търново гъстотата на населението е 100 души/кв. км. Според възрастовите групи структурата е следната – от 0 до 17 г. (17.6%), от 18 до 64 г. – (69,1%) и над 64 г. – (13,2%).

### Религия
Над 90% от жителите изповядват източно православие. Около пет процента са мюсюлманите в града. Във Велико Търново има джамия, католическа църква, общност на Евангелската методистка епископална църква и представители на други християнски учения. През Средновековието в Търново е било седалището на Търновска патриаршия, Великотърновска епархия и Великотърновска духовна околия.

### Търновски говор
Търновският говор е част Източните говори. В говора присъстват елементи най-вече от Централния балкански говор, елементи от Мизийските говори и Старобългарски говор. Този говор е считан за най-близък до книжовния език. Търновския градски говор е разпространен и в други околни градове (Русе, Варна, Казанлък и др.).

### Миграция на населението
След падането на Търновград хиляди жители на града са избити или падат в робство. Част от населението на града мигрира във Влашко, Венеция, Русия и други места. Градът се заселва с българи от други краища на страната и османци от Анадола. Въпреки това будни българи са останали в Търново, но поради икономическите промени мигрирали към по-оживените търговски градове – Свищов и Русе.
След Освобождението на България и в началото на XX век, много търновци мигрират към т.нар. „Нов свят“ и новата българска столица – София.

## Квартали в града
През Средновековието Търновград е бил разделен на 3 основни „града“ – добре укрепени крепости и допълнителни три квартала: „Нов град“, „Френкхисар“ и „Еврейски квартал“.

### Административно деление
| „Бузлуджа“         | „Кольо Фичето“ | „Широк център“         | „Център“    |
|                    |                |                        |             |
| 16 572 жители      | 14 446 жители  | 8498 жители            | 8498 жители |
| „Зона Б“           | „Картала“      | „Чолаковци“            | „Акация“    |
|                    |                |                        |             |
| 6798 жители        | 4079 жители    | 3569 жители            | 2719 жители |
| „Варуша (квартал)“ | Варуша юг      | „Света гора (квартал)“ | Асенов      |
|                    |                |                        |             |
| 1360 жители        | 780 жители     | 2668 жители            | 680 жители  |

### Паркове
Чехът Антон Новак през 20-те години на XX век, създава в края на тогаавшните граници на града Първата градска градина, в която е имало над 120 растителни видове.
- „Ксилифор“ е един от най-посещаваните паркове в града, намиращ се между Момина крепост, Арбанаси и хълма Дълбоки трап. Тази местност е пресечна точка на няколко малки реки. Изградено е изкуствено езеро, в което има представители на речни обитатели. Името на местността идва от гръцкото „ксило“ – „дърво“ и „форо“ – „нося“, което означава „място за добиване, свличане на дърва“.
- „Света гора“ намиращ се в едноименния архитектурен и исторически резерват, намиращ се на хълма Света гора един от най-големите паркове в Централна България. Паркът е богат на широколисти и иглолистни растителни видове. Съществуват няколко нереализирани проекта за неговата реставрация и социализация. Към днешна дата съществуват съоръжения за спорт и отдих.
- „Марно поле“ – изграден на центъра и пазара на едноименното селище. В него се намират градския шадраван, каскада от фонтани и южно от тях – Летния театър.
- „Дружба“ – намира се на старото търновско гробище, в близост до Православния храм „Света Марина“. Освен място за разходка, там се извършват и поклонения пред десетки личности свързани с България и града.
- „Руски гробища“ – парк построен в памет на руските войни погребани там, дали живота си за свободата на народа ни. В парка е издигнал Православен храм „Възнесение Христово“.
- „Никола Габровски“ намиращ се в местността „Вилите“. Там се намират Вилата на Никола Габровски и Баварската къща.
- „Стадиона“ – намиращ се до стадион „Ивайло“ и до паметника на Олимпийския огън.
- „Асеневци“ – изграден в местността „Боруна“.

Изградени са още паркове „Бузлуджа“, „Кольо Фичето“, „Акация“ и „Картала“, в едноименните административни единици.

## Местна власт

### Кмет
Първият кмет на Търново след Освобождението на България е революционерът Георги Живков. В града се правят значителни промени и модернизация. През следващите години няколко пъти кмет е бил индустриалецът Жоржо Момчев. Първият кмет по време на Царство България – Иван Вителов, организира тържествата, свързани с независимостта на България. Бил е представител на Демократическата партия. След деветосептемврийския преврат начело на града застава Никола Радев. Кмет в периода 1988 – 1990 е Иван Димитров.
През 1999 година за кмет на общината е избран кандидатът на Съюза на демократичните сили (СДС) Румен Рашев. През 2003 година той печели втори мандат с малка преднина от 118 гласа като кандидат на местна коалиция, водена от СДС, а през 2007 година е отново преизбран като независим срещу кандидат на Българската социалистическа партия.
През 2011, 2015 и 2019 година за кмет е избиран кандидатът на ГЕРБ Даниел Панов.

### Общинско управление
Градът се управлява от кмет и общински съвет. Кметът има трима заместници, съществува обща администрация с пет дирекции и специализирана администрация със седем дирекции: дирекция „Административно обслужване“, дирекция „Правно обслужване и управление на собствеността“, дирекция „Обществени поръчки“, дирекция „Бюджет и финанси“.

### Общински съвет
Съставен е от 37 мандата, разпределени на изборите през 2023 година, както следва:
- ГЕРБ – 11
- БСП за България – 5
- Продължаваме промяната – Демократична България – 6
- Възраждане – 3
- Има такъв народ – 2
- ВМРО – Българско национално движение – 3
- Движение за права и свободи – 2
- местна коалиция Глас народен – 2
- Движение нашия град – 1

### Организации в града
След Освобождението на България в Търново се основава комитет „Единство“ – организация, подпомагаща българското население от Тракия и Македония. Славянско благотворително дружество е организация, руските войски и оказване на грижи за бежанците, основана в края на XIX век. Първото археологическо дружество е основано в Търново в края на XIX век. През 1902 година се основава Туристическо дружество Трапезица 1902 и е построена туристическа хижа на хълма Царевец. Активни мероприятия се провеждат от Великотърновски клуб „Традиция“.

## Международни отношения

### Консулства
В края на XIX век са съществували консулства на Русия, Австро-Унгария и Франция. В града има почетен консул на Индонезия.

### Побратимени градове
Велико Търново е побратимен със следните градове:
- Полтава, от 1963 г.
- Ниш, от 1973 г.
- Краков, от 1975 г.
- Толедо, от 1983 г.
- Серес, от 1988 г.
- Асти, от 1989 г.
- Ферара
- Община Колоня Товар, от 1992 г.
- Вагаршапат, Армения, от 1993 г.
- Твер, от 1997 г.
- Охрид, от 1998 г.
- Община Голдън, Колорадо, от 2000 г.
- Менара-Гелиз, Маракеш, от 2001 г.
- Шопрон, от 2002 г.
- Байон, от 2005 г.
- Шиан, от 2006 г.
- Битоля, от 2006 г.
- Яш, от 2006 г.
- Таршин, от 2007 г.
- Цетине, от 2007 г.
- Задар, от 2008 г.
- Община Карак, от 2008 г.

- Маебаши

## Медии

### Печатни издания

#### Вестници
Първият вестник в Търново е отпечатан през Възраждането. Първият брой на търновския хумористичен вестник „Драка“ излиза на 8 октомври 1884. В началото на XX в. е издаван вестник „Правда“. През 1900 година излиза първият вестник, посветен на театралното изкуство – „Търновски Театръ“. В града са издавани още вестниците: политико-хумористичния „Скорпион“, „Търновски вести“ (1928), „Янтра“, „Велико Търново“, „Трезво дете“.
Във Велико Търново се издават два местни ежедневника – „Борба“ и „Янтра днес“.

#### Списания
В града е издавано списание „Търновски епархийски вести“. В града се издава списание „Епохи“.

### Телевизионни канали
През 1974 година в Търново се открива телевизионно студио. В града излъчват програмите си и местни телевизии – „Евроком Царевец“ и „Видеосат“.

### Радиоканали
Във Велико Търново има Общинско радио Велико Търново, което е създадено през 1961 година.

### Онлайн издания
За случващото се в област Велико Търново информират множество сайтове, сред тях са „Север.бг“ и „Царевец вести“.

## Здравеопазване
Първото болнично лечебно заведение в Търново е създадено през 1854 г.

### МОБАЛ „Д-р Стефан Черкезов“
МОБАЛ „Д-р Стефан Черкезов“ (Многопрофилна областна болница за активно лечение „Д-р Стефан Черкезов“) е най-голямото лечебно заведение във Велико Търново. През 1973 г. е построен комплексът – База едно на болницата, известен още като „нова болница“.
- Диагностично-консултативен център Велико Търново „Д-р Стефан Черкезов“

### Специализирана болница за пневмо-физиатрични заболявания „Д-р Фьодор Трейман“
Белогвардейския генерал д-р Фьодор Трейман в началото на 30-те години на XX век дава инициатива за постояване на белодробен диспансер около хълма Света гора. Санаториумът за белодробно болни е открит на 1 септември 1937 г. Специализирана болница за пневмо-физиатрични заболявания „Д-р Фьодор Трейман“ поставя своето начало на 1 юли 1946 година като околийски противотуберкулозен диспансер без легла, с един лекар, една медицинска сестра и един медицински фелдшер.

### Първата българска аптека
През 1823-та година д-р Марко Павлов в Търново основава първата българска аптека – „Лекарня“, срещу Стария турски конак в града. 21 години по-късно Янаки Златев и д-р Маргарит основават друга аптека на площад „Баджарлък“.

### Първият родилен дом
Търновското благотворително дружество „Милосърдие“, е подпомагало т.нар. „Къща на лехусите“, която се смята за първия родилен дом в Търново и България.

### Други здравни заведения
- Комплексен онкологичен център
- Център за психично здраве
- Център за кожно-венерически заболявания
- Медицински център за рехабилитация и спортна медицина
- Специализирана болница за активно лечение по кардиология

## Образование и наука
В града са съществували църковни училища още от Средновековието. Първото църковното училище в църквата „Св. Николай“ е създадено през 1839 година. През 1839 година в града съществува светско взаимно училище с учители Петко Николов и Захари Княжевски. Първото класно училище в града се създава през 1855 година. Гръцко училище е съществувало в града до Освобождението на България. В периода 1942 – 1963 година в града е съществувал Медицински техникум.

### Висши училища
Във Велико Търново има два университета – Великотърновски университет „Св. св. Кирил и Методий“ (ВТУ) и Национален военен университет „Васил Левски“ (НВУ) – факултет „Общовойскови“, както и Център за дистанционно обучение към Висшето училище по агробизнес и развитие на регионите.
Съществуват и Американски колеж „Аркус“ по естествени и хуманитарни науки, изкуство и спорт, Професионален колеж по икономика и счетоводство и Медицински колеж към Медицински университет (Варна), филиал на Висше училище по агробизнес и развитие на регионите.
Извън системата на висшето образование функционира и Професионален сержантски колеж, пряко подчинен на началника на НВУ.

### Средни училища
В града съществуват 14 средни училища – 4 общообразователни и 10 гимназии:
- СУ „Емилиян Станев“
- СУ „Вела Благоева“
- СУ „Владимир Комаров“
- СУ „Георги Стойков Раковски“
- Профилирана природо-математическа гимназия „Васил Друмев“
- Профилирана езикова гимназия „Проф. д-р Асен Златаров“
- Профилирана хуманитарна гимназия „Св. св. Кирил и Методий“
- Старопрестолна професионална гимназия по икономика
- Професионална гимназия по електроника „Александър Степанович Попов“
- Професионална гимназия по строителство, архитектура и геодезия „Ангел Попов“
- Професионална гимназия по туризъм „Д-р Васил Берон“
- Професионална гимназия по сградостроителство „Кольо Фичето“
- Професионална гимназия по моден дизайн
- Частна профилирана гимназия към Американски колеж „Аркус“.

Основните училища в града са пет: ОУ „Бачо Киро“, ОУ „Св. Патриарх Евтимий“, ОУ „Петко Рачов Славейков“, ОУ „Христо Ботев“ и ОУ „Димитър Благоев“.
Във Велико Търново се намира и помощното училище „Св. Теодосий Търновски“.

### Научни институти
Във Велико Търново съществува филиал на Националния археологически институт с музей.

### Други институции
Във Велико Търново е разположена териториална дирекция „Държавен архив“ – една от регионалните дирекции на Държавна агенция „Архиви“. Тя е създадена през 1952 г. и днес разполага с читалня, библиотека, фотолаборатория, лаборатория за микрофилмиране, консервация и реставрация на документи. Фондовата наличност на архива разполага с 2576 учрежденски фондове със 168 859 архивни единици; със 136 лични фондове с 12 874 архивни единици; с 559 спомени и 265 частични архиви.
Във Велико Търново се намира отдел на дирекция „Регионален държавен архив“ и централа на „Държавен военноисторически архив“.
- Съюз на слепите във Велико Търново

## Култура

### Архитектура
Във Велико Търново могат да се видят фрагменти и основи, които са част от архитектурата на Втората Българска Държава. Средновековната търновска архитектура очертава архитектурата на България през Средновековието. Характерни за тази архитектура са каменната зидария и керамикопластичната украса. Застрояването на старопрестолния град пред Средновековието се разделя на три етапа. Други елементи характерни за тази архитектура са: гледжосани розетки, четириъгълни масивни пилони, разположени в представителни сгради и болярски жилища, двойни крепостни стени, полукръгли арки, декоративни редове от тухли, декоративни редове от пиластри и ниши. Голямо е многообразието от представителни сгради, болярски жилища, обикновени жилища и църкви. Носят се редица легенди за старинните търновски къщи. От тях са останали само основи на дворове и приземни етажи. Къщите са били с дебели каменни зидове, с мази, използвани и като скривалища, стопански приземия. Описвани са били като дву- или триетажни, първият етаж – изцяло от камъни, вторият етаж най-често изграден от бук, с издадени еркери и други характеристики.
На Царевец са съществували многоъгълни и кръгли отбранителни кули. В старата част на града и Асенова махала могат да се видят църкви и къщи, които са били строени през османското владичество. В цялата стара част са построени къщи от Възрожденската епоха. Характерни за тях са богато украсените елементи. Барокова архитектура може да се види в голяма част от обществените сгради, строени в началото на XX век. В централната и новата част се намират обществени и жилищни сгради, построени в стил барок, сталински барок и модернистична архитектура.

#### Архитектурни резервати Царевец, Трапезица, Момина крепост
Част от Стоте национални туристически обекта са Регионалният исторически музей и Архитектурно-музейният резерват „Царевец“.
Възстановени са и части от Архитектурния резерват Трапезица. Намерени са и останки на хълма „Френк хисар“ наричан още „Момина крепост“. В кварталите Асенов и Света гора, има редица къщи, които са паметници на културата. Запазени са и малка част обществени сгради: читалища, училища, дюкяни и други. Запазени са и много църкви.

#### Старо Търново
В старата част на града известни забележителности са улицата на занаятите „Самоводска чаршия“, ханът на Хаджи Николи, улица „Гурко“, църкви и сгради от възрожденски тип, редица паметници, къщата с маймунката и останките от тракийско селище, както и археологическият резерват Никополис ад Иструм край село Никюп.
- Улица „Генерал Гурко“

Живописна улица, изпълнена с възрожденски и съвременни къщи (някои от тях богато украсени), скални образувания и няколко чешми.
- Улица „Самоводска чаршия“

Самоводската чаршия се развива като стопански център през българското Възраждане. На това място са били разположени Давидовият и хаджи Великовият хан, хановете на Атанас Йоноолу и на хаджи Николи, бакалници, ковачници и други занаятчийски работилници и дюкяни. В комплекса се намира и родната къща на писателя Емилиян Станев.
Сред бившите забележителности са Стамболовият хан (до 1980 г.), църквите „Св. Спас" и „Св. св. Константин и Елена".

#### Църкви и манастири
Официално действащите църкви и параклиси на територията на града са 10, както и един манастир. Исторически (недействащи, които са паметници на културата) са църквите „Свети Четиридесет мъченици“, „Свети Димитър Солунски“, „Свети Петър и Павел“ и „Свети Георги“.
Светите мощи на Свети Иван Рилски са донесени в Търново през Второто българско царство при царуването на Асен и Петър през 1195 г. Остават в града до 1469 г. През 1206 г. българския цар Калоян тържествено пренесъл светите мощи на свети Михаил Воин в своята столица Търново и ги положил в патриаршеската катедрала „Св. Възнесение“. След падането на Търново под османска власт (1393 г.) следите на тези мощи се губят. Великият търновски патриарх св. Евтимий му съставил житие, което е запазено до наши дни. През 1238 г. цар Иван Асен II донася светите мощи на света Петка Епиватска в Търново. Те са поставени в специално построената църква на хълма Царевец. Остават в града до падането му под турско владичество през 1393 г. Мощите на света Неделя били пренесени в столицата Търново през Второто българско царство от Асеневци през XII – XIII век.
На Трапезица са се пазили мощите на св. Гаврил Лесновски, най-знаменития последовател на св. Иван Рилски. Мощите на св. Сава са били в църквата „Св. 40 мъченици“ и това продължава да привлича сръбски туристи и днес. Мощите на св. Варвара, на Свети Димитър и на св. Иларион Мъгленски са били в църквата „Св. 40 мъченици“. Мощите на свети Йоан Поливодски са били в храм „Св. св. Петър и Павел“. Мощи на св. Филотея Темнишка е имало и в църквата „Успение Богородично“ в Асенова махала. В Търново е имало неръкотворна икона на св. Димитър Солунски, донесена от царете Асен и Петър. За около един век в Търново се намирало и парче от светия кръст, пренесено от Йерусалим, от равноапостолните императори св. св. Константин и Елена. Той се пазел в България до 1280 г.
В наши дни във Велико Търново и околността се съхраняват мощите на редица светци – на свети Мина (в частен параклис срещу РДВР), на Иван Рилски в патриаршеска катедрала „Рождество Пресветая Богородица“ и на свети апостол Андрей Първозвани, както и някои чудотворни икони – на Пресвета Богородица Троеручица в Девически манастир „Успение Богородично“, Чудотворната икона на Света Богородица и Чудотворната икона на свети Николай Чудотворец в манастир „Свети Никола“ – и трите в село Арбанаси.
- Великотърновската католическа енория „Блажена Дева Мария на броеницата
- Арменска църква „Сурп Аствадзадзин“

#### Паметници

##### Паметник „Майка България“
Паметник „Майка България“ e построен в знак на почит към загиналите участници в българските войни за Освобождение. Дружеството за запасни офицери „Бунар Хисар“ поеми инициативата за създаването на паметника през 1926-та година. Построен е през 1935 година.

##### Паметник на Асеневци
Паметникът на Асеневци е дело на ск. К. Дамянов, р-л И. Славов, арх. Г. Гечев, конструктор К. Цеков. Посветен е на 800 г. от въстанието на Асен и Петър и възстановяването на българската държава – Асен, Петър, Калоян и Иван Асен Втори. Открит е през 1985 година.

##### Паметник на Васил Левски
Паметника на Васил Левски е построен през 1946 година по инициатива Карл Йозеф Папоушек и дело на скулптура Любомир Далчев.

##### Паметник на Патриарх Евтимий
Паметника на Патриарх Евтимий е дело на Марко Марков.
- Паметник на Стефан Стамболов
- Паметник на Тодор Лефтеров
- Паметник „Велчова завера“
- Паметник на Христо Иванов – Големия
- Паметник на Никола Габровски и Димитър Благоев
- Паметник на Никола Габровски и съпругата му Мария
- Паметник на Никола Пиколо
- Паметник на Иван Семерджиев

### Мостове

#### Стамболовият мост
Стамболовият мост над река Янтра във Велико Търново е построен в края на 19 век. Бидейки част от много модерното за времето мостово и железопътно съоръжение в Търново, състоящо се от два тунела, два железопътни и един пешеходен мост – Стамболовият, той е уникален в техническо отношение. Започва да се строи през 1892 г. Участие в изграждането му взема виенската фирма за метални леярски изделия „Рудолф Филип Вагнер“ – същата, построила Орлов и Лъвов мост в София и Желязната църква в Цариград. За строежа му е била използвана изцяло изградена дървена конструкция – скеле, изработено от търновския майстор-строител Стоян Герганов (1865 – 1906 г.). Звената са подавани поотделно. На специални огнища, поставени на дървена конструкция, нитовете са загрявани на място, а звената – занитвани. В строежа са участвали белгийски, италиански, български специалисти и български работници. Първоначалното архитектурно оформление в горната част на строежа, с парапета, е извършено от работещия във Велико Търново в края на 19 век италиански архитект Джовани Мосути. Мостът е първата крупна проява на модерното европейско мостостроене в България, а като свободна висяща безподпорна конструкция – едно от важните постижения на Балканите.
За първи път този мост се споменава в издадения през 1893 г. пътеводител на града, подготвен специално по повод свикването на IV велико народно събрание, заседавало в града от 3 до 17 май 1893 г.

#### Владишкият мост
Владишкият мост, строен през втората половина на XVII в., е една от забележителностите на града, която се намира на главна туристическа артерия и от него се разкриват живописни гледки към околността му. Реконструиран през 1981 г. Има каменни устои и конструкция, върху която стъпва дървен брод. Името идва от близостта на Търновската митрополия. До 1935 г. е бил единственият мост в Асенова махала, по който е минавало шосето за Арбанаси. От него се хвърля богоявленският кръст в Янтра.

#### Каменен мост „Цар Борис III“
Каменният мост „Цар Борис III“ се намира в квартал „Асенова махала“ във Велико Търново. Той е дело на инж. Никола Троянски. Строителството на моста започва на 22 юни 1930 г. и завършва през 1935 г.

#### Турският мост
Турският мост се намира южно под крепостта Царевец и пресича река Янтра към отсрещния хълм Света гора. Той е дълъг 60 m и висок 8 m. Построен е от Али Феруз бей (често мостът се споменава като Али-Феруз-беев мост) – същият турчин, който е съградил и джамията на Хисара (Царевец) през 1435 г. Устоите на моста са от дървени пилоти под дъното на реката.
През 1897 г. мостът е съборен до основи от голямо наводнение. По-късно общината възстановява моста.

#### Ханове
Търновград през вековете е бил важен занаятчийски и административен център. През града са минавали важни пътища от изток на запад и от север на юг. През Възраждането в града са съществували 42 хана, а до Освобождението са достигали до 72. Един от най-големите ханове в града е този на хаджи Николи, възстановен от американския мецанат Едмънт Бек. Друг шедьовър на Възрожденската архитектура е Стамболовият хан, построен през 40-те години на ХІХ век от бащата на Стефан Стамболов – Никола Стамболов. Други значими ханове са били Дряновският хан (днес там се намира кино „Модерен театър“) построен през 1901 г., Ханът на Бяла Бона, отново на Самоводската чаршия, Търновския хан (наричан преди Турския хан), намиращ се под Царевец, Големият хан, наричан още Арнаутски или Синджир хан, намиращ се близо до Куршум джамия, Абаджийският хан и други.

#### Кафенета, кръчми и гостилници
Червеното кафене и Табашкото кафене, били сред най-известните из града в края на XIX и началото на XX век. В тях се е предлагало кафе от няколко вида. Кръчмите били едни от основните места, къде се е споделял обществено-политическия живот. Освен различни видове алкохолни напитки, в тях са се играели и разчлични видове игри и част от тях вечер се превръщали в казина. Известни кръчми в Търново били – „При Горнака“, „При Шумелата“ и „При Русевчето“.

#### Танцувални салони
В края на XIX век и началото на XX век в Търново започват да навлиза западно-европейската култура. В салона на училищата в Асенова махала и махала „Света Троица“, се създават първите т.нар. „танцувални салони“, за изучаване на валс, танго и други танцувални изкуства.

#### Чешми
Велико Търново се славел като градът с най-много чешми с изворна вода. Къде по спомени, къде документирано, общо чешмите наброявали към 65. Описание и обяснение за произхода на имената на някои от чешмите ни е оставил видният търновски художник, учител и общественик Димитър Багрилов (1866 – 1940 г.) Мармарлийска чешма (Водата идвала от 4 – 5 метра височина на продължение 12 – 15 метра дължина и произвеждала шум и звукове, като че ли мърморела на всеки, навел се да пие от чучура), Йоновка чешма, чешмата в местността „Качица“, „Лошата чешма“ и други. Голяма част от тях днес не съществуват. Останали са няколко по улица „Гурко“, една в Асенова махала, Сухата чешма във Варуша, в местността „Ксилифор“.

### Музеи
- Регионален исторически музей (РИМ). Създаден е през 1871 г. Днес в него работят научни сътрудници, уредници, екскурзоводи, реставратори и др. специалисти в следните отдели:

Археология, Етнография, Християнско изкуство, Българските земи през XV – XIX в., Нова и най-нова история, Фондове и научен архив, Културно-просветен, Лаборатория за реставрация и консервация, Административно-финансов и стопански, Фотоателие и фотолаборатория, Компютърна обработка на фондовете и издателска дейност, Библиотеки и Недвижими паметници на културата. В града е съществувал Национален музей на архитектурата.
- Къща музей на Петко Рачов Славейков
- Къща музей на Емилиян Станев
- Археологически музей
- Регионален исторически музей
- Музей „Нова и най-нова история“
- Музей „Затвор“
- Музей „Сарафкина къща“
- Музей „Восъчни фигури“
- Търновград – духът на хилядолетна България

### Театър, опера, кино и други културни домове

#### Музикално-драматичен театър „Константин Кисимов“
На 14 юли 1952 г. в Търново се създава професионален окръжен театър. Преди това, в града са съществували няколко любителски театри в Търново. В него се провеждат редица регионални и международни фестивали. В него се е провеждал и националния конкурс „Мелодия на годината“.

#### Читалище „Надежда 1869“
Читалище „Надежда“ е най-старата културна институция в града. Инициатори за създаването и са 32 граждани, начело с Димитър хаджи Павли Иванов. Културната институция поставя началото на театралното и оперното изкуство. Първата сграда на Читалището е построена през 1855 година. В читалището се съхраняват и първите исторически находки от региона. Музикално дружество „Кавал“ е създадено в началото на века.

#### Регионална народна библиотека „Петко Р. Славейков“ – Велико Търново
Търновската библиотека е създадена през 1922 година. Културната институция е наследник на Старинните и Възожденски библиотеки. В Библиотеката се съхраняват 21 ръкописа и 1207 старопечатни книги, архивни снимки и филмови ленти, периодики.
- Читалище „Искра-1896“
- Читалище „П. Р. Славейков – 1920“
- Народно читалище „Никола Михайловски – 1921“
- Читалище „Съзнания – 1936“
- Читалище „Седми юли“

#### Кино „Полтава“
Кино „Полтава“ е една от емблематичните сгради вече не съществуваща в града. Построена е през 1974-та година по повод 30-годишнина от победата на 9 септември. Съставена е била с две зали – голяма със 760 места и малка с 250. Архитект на сградата е бил Таньо Белев.

### Художествени галерии
- Галерия „Спектър“
- Художествена галерия „Борис Денев“
- Изложбена зала „Рафаел Михайлов“

### Филми, снимани в града
- „Чизмаши“ (Сърбия), сериал, 12-сериен
- „Капитан Петко войвода“ (1981)
- „Търновската царица“ (1981)
- „Демонът на империята“ (1971)
- „Крадецът на праскови“ (1964)
- „Бъди щастлива Ани“ (1961) (съвместна продукция на България и СССР)
- „Българо-унгарска рапсодия“ (1943) (копродукция на България и Унгария)

### Творчество, посветено на Велико Търново
За града са написани много пътеписи от Иван Вазов, Найден Геров и др. За Търново има посветени и много стихове. Автори на някои от тях са поети като: Николай Зидаров, Блага Димитрова, Христо Христов, Христо Гоневски и др.
Българските изпълнители Руслан Мъйнов, Марин Тачков и др. са посветили свои песни на града.

### Редовни събития
- Годишните чествания на празника на Велико Търново, който се отбелязва на 22 март[88]
- Международният фолклорен фестивал[89]
- Празникът по случай обявяването на независимостта на България;
- Старопланинският събор „Балкан фолк“;

- Фестивалът „Сцена на вековете“ през месец август, с постановки на открита сцена на Царевец
- Международен фестивал на туристическия филм „На източния бряг на Европа“, който е част от престижното международно туристическо изложение „Културен туризъм“, което се провежда всяка година през месец април в изложбени зали „Рафаел Михайлов“
- Национален събор на овцевъдите
- Парад на военните духови оркестри
- Сребърна Янтра – Международен конкурс за млади изпълнители[90]
- Международен реанакторски фестивал „Ежедневието на средновековен Търновград“
- Международното туристическо изложение „Културен туризъм“

#### Звук и светлина
Аудиовизуалният спектакъл „Звук и светлина“, който вплита в себе си светлинни, звукови и словесни ефекти, е исторически разказ на най-важните моменти от българската история. За първи път се състои през 1985 г. в чест на 800-тната годишнина от въстанието на Асен и Петър.
В спектакъла по уникален начин са синхронизирани разноцветни светлини, драматична музика, лазерни лъчи, светкавици и звън от камбани, които разказват историята на България. „Звук и светлина“ се излъчва целогодишно, независимо от метеорологичните условия и може да бъде наблюдаван безплатно на официалните празници и на празниците на града от площада пред Царевец. Във всеки друг ден спектакълът може да се излъчи срещу заплащане, ако бъде направена заявка от индивидуални клиенти или организирани групи. Тогава той се наблюдава от специално построена за целта площадка с ограничен достъп.

#### Звездни гласове над Царевец
„Звездни гласове над Царевец“ е международен фолклорен и етно, поп и джаз конкурс, организиран от областната управа, община Велико Търново, народно читалище „Седми юли“ и фондация „Короната на Търновград“. Идеята на фестивала е да популяризира фолклора и да покаже как той е свързан със съвременната етнопоп и етноджаз музикална култура. Провежда се в средата на месец септември.

#### Традиционна храна
Традиционната храна, характерна за региона се е изменяла през вековете. Антрополози определят че по времето на Първото и Второто българско царство по земите на днешно Велико Търново, средновековните българи са наблягали основно на пшеница и зърнени култури (просо, ръж, овес, леща, грах, нахут), мляко и млечни продукти, дивеч, вино. Висшите прослойки на обществото са имали по-богат избор на храна, внасяна от Средиземноморието. Владетелите и болярите според някои източници са се хранели често с византийска леща със свинско и бял сос, средиземноморска рибена чорба, маринована скумрия по манастирски, пушена пъстърва в мъх, ечемичен хляб, дивечова яхния, кюфтенца с боровинки и други ястия. Медовината, богатия асортимент от билки, също е бил добре познат. През османското владичество в града навлиза и ориенталската кухня. Турското кафе и чаят навлизат в бита на българина. Консумират се и много турски ястия като мусака, баклава и други. Традиционната българска кухня остава трайно през възраждането до наши дни: баница, тутманик, тиквеник, мекица, лютеница, бобена чорба, рибена чорба, мюлянка и др. Характерен за града е бил белият и ръженият хляб. Градът е бил известен с многобройните си сладкарници, кафеджийници, содо-лимонадопродавалници и други.

#### Дати, свързани с града
- 22 март – официален празник на Велико Търново
- 7 юли – освобождение на Велико Търново
- 16 април – подписване на Търновската конституция
- 22 септември – обявяване на Независимостта на България
- 26 октомври – обявяване въстанието на Асен и Петър, поставило началото на Второто българско царство

## Икономика
През Възраждането и първите години след Освобождението на България, в града съществуват десетина средни и малки фабрики. Градът през тези години остава предимно занаятчийски. До 1930 година в града са били открити над 130 фабрики за коприна, бояджийски фабрики, содолимонадени фабрики, фабрика за шевни конци, за хранителни изделия и други. През социалистическия период са открити над 50 предприятия в областта на електрониката, машиностроенето, пластмасови изделия, шивашки изделия и други.

### Икономическа характеристика
Велико Търново е част от Северен Централен район. През 2016-а безработицата е рекордно ниска и достига 4,7%. Икономиката на града се характеризира с многоотрасловост и наличие на традиционни производства. Градът има традиции в производството на храни, текстилни продукти и електромеханични устройства. Икономиката е структурирана в следните сектори: „Търговия и ремонтни дейности“ с дял 38,03%, „Преработваща промишленост“ с 33,05% и „Транспорт, съобщения и електро- и газоразпределение“. Стопанисваните земи в областта са 2 997 084 дка, от които 2,6 млн. дка представляват обработваеми площи, а това съставлява 5,5% от обработваемата земя на страната. Брутната добавена стойност (БДС) в секторите аграрен, индустрия и услуги са следните: 146, 520, 1099.[източник? (Поискан преди 45 дни)]

### Първичен сектор

#### Земеделие
Земите в землището на града са богати на почвени ресурси. Край града съществуват горски масиви, които благоприятстват за развитието на флората и фауната. В началото на века в местностите край града – „Качица“, „„Мармарлия“ и „Козлуджа“ е имало овощни градини. За това са благоприятствали както речните басейни – Янтра и Дряновска река, така и изворната вода от местостите и построените за целта чешми. Пчеларството също било развито по тези места и местностите около манастирите. Земите около града, не са толкова благоприятни за обработка на пшеница както съседните селища – Горна Оряховица, Лясковец, Леденик и Беляковец. Животновъдството е било развито до 50-те години на XX век в селата, сега квартали – Марино поле, Чолаковци и архитектурния резерват – Арбанаси. В земите около Южната промишлена зона, заедно със земите северно от Дебелец, се е отглеждал хмел.

#### Полезни изкопаеми
Основно в града са добивани камъни за строителен материал и варовик.[източник? (Поискан преди 45 дни)]

### Вторичен сектор

#### Енергетика
През 1915 година в Търново се основава дружество „Светлина“, от братя Георгиеви. Създават се хидравлическа централа край близкото село Леденик и дизелова централа. Градът е електрифициран до 1935 година.
Край Велико Търново е построена малка водно електрическа централа – МВЕЦ „Сини Вир“, с мощност от 0,28 MW. В близост до него се намира и МВЕЦ „Леденик“. В града има изградени фотоволтаични мощности над 50kW на обществени и индустриални сгради.

#### Промишленост
В града се намират три индустриални зони: Северна, Южна и Западна.

#### Електротехническа, електронна и комуникационна
През 1966 г. в града е създадено едно от най-големите предприятия в страната за радиоапаратура – Битова електроника АД. Освен радиоприемници и различни видове радиокомуникационна техника, през следващото десетилетие започва производството на телевизионни приемници. През 1967 г. е създаден „ЕЛМОТ“ АД за производство на електродвигатели, въжени електротелфери, въжени ограничители, редуктори и мотор-редуктори, кранове, кранови компоненти. През 1969 г. във Велико Търново е създаден Завод за запаметяващи устройства, който през 1998 г. се преобразува в „Карат Електроникс“ АД. През 2014 г. предприятието е придобито от шведски концерн и името му се променя на „АК Пластроник“ АД. „Тремол“ ООД е производител, съсредоточен в областта на електрониката. Произвеждат се различни видове фискални принтери и касови апарати.

#### Текстилна
В града има фабрики за платове и текстилни изделия. Произвеждат се дрехи от различен асортимент. Като спомен за голямо предприятие е останала бившата фабрика „Мавриков“.

#### Производство на полиетиленови изделия
Екстрапак ООД е производител на текстилни и полиетиленови рекламни чанти и опаковки, както и нетъкан текстил. Мегапорт е с основна дейност производство на полиетиленови торбички и чували, както и рециклиране на полиетилен.

#### Хранително-вкусова
Един от най-добре развитите отрасли е хранително-вкусовият. Хлебозаводът в града се намира в местността „Дълга лъка“. Едни от най-големите предприятия за захарни изделия се намират в града. Това са фирма „Престиж 96“, „Кармела 2000“ и „Захарни изделия – Варна“. В населеното място има и изграден месокомбинат и предприятие в областта на млекопреработването. Винпром „Велико Търново“ е специализиран в производството на оцет, високо алкохолни напитки и ликьори. В града се намират и две пивоварни – „Болярка ВТ“ (най-голямата в България пивоварна с български капитал) и „Бритос“.

#### Други
В града се намират и предприятията Военен завод „Терем“ и „Момина крепост“ АД.

### Третичен сектор

#### Инфраструктура
Градът е свързан в европейските пътища Е772 и Е85. Строителството на останалите отсечки на автомагистрала „Хемус“ София – Велико Търново – Варна се очакваше да започне през 2014 г. Пътен възел Запад е построен в края на 1970-те години. През него се пресичат пътя София – Варна и път от Военното училище до южната част на новия град и Дебелец. През 2000 година е построен Пътен възел Юг, на който се пресичат пътищата София – Варна и Русе – Стара Загора.

#### Железопътен транспорт
Първият влак в града пристига през 1901 година и е тържествено посрещнат. Над река Янтра са издигнати два железопътни моста. Във Велико Търново има три гари: Централна, Трапезица и Товарна.
През Велико Търново минава ЖП линията Русе – Стара Загора. Има редовни влакове за Горна Оряховица, Русе, Плевен, София, Варна, Стара Загора, Пловдив, Бургас и Свищов.
Схемата на градския транспорт е добре развита, обслужва се от 12 градски и 17 полуградски линии.

#### Речен транспорт
През Възраждането на България, река Янтра в някои участъци е била плавателна - търновският вестник „Борба“ цитира френско издание от 1877 г., според което реката е плавателна и по нея се движели лодки. В града са съществували три малки речни пристанища до Турския мост и местността Боруна. През 1924-та година, в града се сформира клон на Български морски сговор, с пръв председател подполк. Н.Недев.

#### Автомобилен транспорт
Градския транспорт в града се обслужва от 12 градски линии и 10 междуградски, които свързват града с околните градове и села.
В града има 2 автогари – автогара Юг (построена през 1960-те години), намираща се на бул. „Христо Ботев“, и автогара Запад (построена 1980-те) на бул. „Никола Габровски“.

#### Тролейбусен транспорт
Тролейбусните линии са построени в периода 1990 – 1991 година. Същата година са пуснати в експлоатация и първите тролейбуси по двете линии. Поради строежа на пътен възел Качица част от мрежата е демонтирана. Години по-късно се взема решение за преустановяване на дейността на превозните средства.

#### Търговия
Градът е бил най-важният търговски център по време на Втората Българска държава. През вековете на османската власт постепенно губи позиции като водещ търговски център на страната. В града са се намирали т. нар. „Златарска чаршия“, земеделските пазари „Самоводски“ (по-късно Самоводска чаршия) и „Маринополския“, „Стария пазар“, намиращ се на мястото на бишвите хали, площад „Бъджарлък“. След Освобождението, най-влиятелното търговско дружеству в града е било Търговската къща „Друмев и Ангелов“ – основана през 1893 година, търгуваща с манифактурни, галактерийни, колониални стоки. Т.нар. „Централен пазар“ става център на търговията от началото на 50-те години на XX век. През 1985 г. се построява градския универсален магазин – ГУМ, по-късно търговски център „Европа“. През 1992 г. се открива първият супермаркет. През 2006 година в града се открива първия извънстоличен МОЛ – Сентрал МОЛ Велико Търново.
- През Възраждането е имало търновски търговци, които са имали кантори из цяла Европа:Сава Пиколо, Павли х. Николи, х. Винчоолу в Цариград, Атанас х. Павли – в Италия, Константин Паница и Братя Киселови във Виена, Лефтеров – Манчестър. Ежегодно през Възраждането търговските връзки между града и Европа, се поддържали от търговски кервани, съставени от 10-ина търговски коли.

#### Финанси
През 1892 година в града се появява първия клон на Българска народна банка. Първата търновска банка е основана през 1919 година. Година по-късно в града се появява и Земеделска банка.

## Военни гарнизони
Във Велико Търново са били сформирани 18-и, 20-и, 46-и, 50-и и 70-и пехотни полкове.
- Осемнадесети пехотен етърски полк

## Спорт и спортни съоръжения
Младежки спортен клуб в Търново е основан през 1921. Първите футболни срещи в града са се изиграли на стадион „Колодрума“ в района на Старото военно училище, игрищата „Академик“ и „Марно поле“. През 1958 година в града е построено най-голямото спортно съоръжение – стадион „Ивайло“.

### Футбол
Първият футболен отбор в града се създава през 1919 – та година и носи името младежки спортен клуб – МСК. Две години по-късно, отбора се преименува на СК„Слава“. През следващите години в града се създават и футболните клубове „Феникс“, „Виктория“, „България“.
Футболът е най-популярният спорт в града, като местният ПФК „Етър“, с прозвищата „виолетовите“ и „болярите“, е шампион и носител на купата на България за сезон 1990/1991. Играе на стадион „Ивайло“. През следващите 2 години заема 4-то място в шампионата. През 1995 г. отборът става първият носител на Купата на Лигата, а след още 2 години играе финал. В града се създават и футболните клубове „Ивайло-97“ през 1997 и „Етър-2“ през 1999 година. През 1998 г. Етър изпада в Б група, а през 2000 г. във В група. През 2016 година „Етър ВТ“ влиза отново в елита.

### Баскетбол
В гимназиите в града се сформират първите юношески отбори по баскетбол. В града се основа „Баскетболен клуб Етър-49“

### Волейбол
В града е основан и Волейболен клуб – Царевец 19.

### Хандбал
В града съществува хандбален клуб Етър-64 – осем пъти републикански шампион на България по хандбал.
Отбори по други спортове: стрелба с лък, компаунд и арбалет – клуб „Етър-78“, катерене, планинарство и екстремни спортове – „Царевец“, хокей на лед – „Етро-92“ и шахмат – „Царевец“, ВК Царевец.

### Колоездене
В Търново е основано първото колоездачно дружество в България.

### Гимнастика
Гимнастически клуб „Юнак“ е първото спортно дружество в града основано през 1896 година. По-късно е прекръстено на Гимнастическо дружество „Великотърновски юнак“.

### Известни спортисти
- Жана Мамарчева – пързаляне с кънки
- Иван Панайотов – тенис на маса
- Димитър Тодоранов – карате
- Весела Лечева – спортна стрелба
- Калоян Махлянов – сумист

## Личности
В града са се раждали и са живели много духовници и аристократи от времето на Първата Българска държава. В своя столичен период, градът е дом на четири български владетелски династии: Асеневци, Шишмановци, Тертеровци и династията Смилец; стотици аристократични фамилии, видни духовници и ръководители на Българската Патриаршия като Патриарх Евтимий, писатели – Григорий Цамблак. Търновград е пазител на българското и през годините на игото и Възраждането. Градът е дал на страната ни и Европа много духовници, търговци, занаятчии, писатели, политици и обществени дейци – Велчо Атанасов-Джамджията, Венета Ботева, Стефан Стамболов, Петко Славейков; учени и учители – Георги Златарски, Евстати Маринов, Харалампи Джамджиев. Градът е свързан и с българските герои Васил Левски и Христо Ботев. Най-големи заслуги за развитието на архитектурата в града има майстор Колю Фичето.

## Други
На града са наречени улица „Търново“ в квартал „Люлин“ (Карта) и улица „Търновска“ в квартал „Надежда II“ (Карта) в София.

## Галерия
- Летен театър
- Гара Трапезица
- Областна дирекция на МВР
- Противопожарна служба
- Връх Търново на остров Ливингстън
- Жилищни сгради